# Rosetón mayor de la Catedral de Santa María de Palma de Mallorca

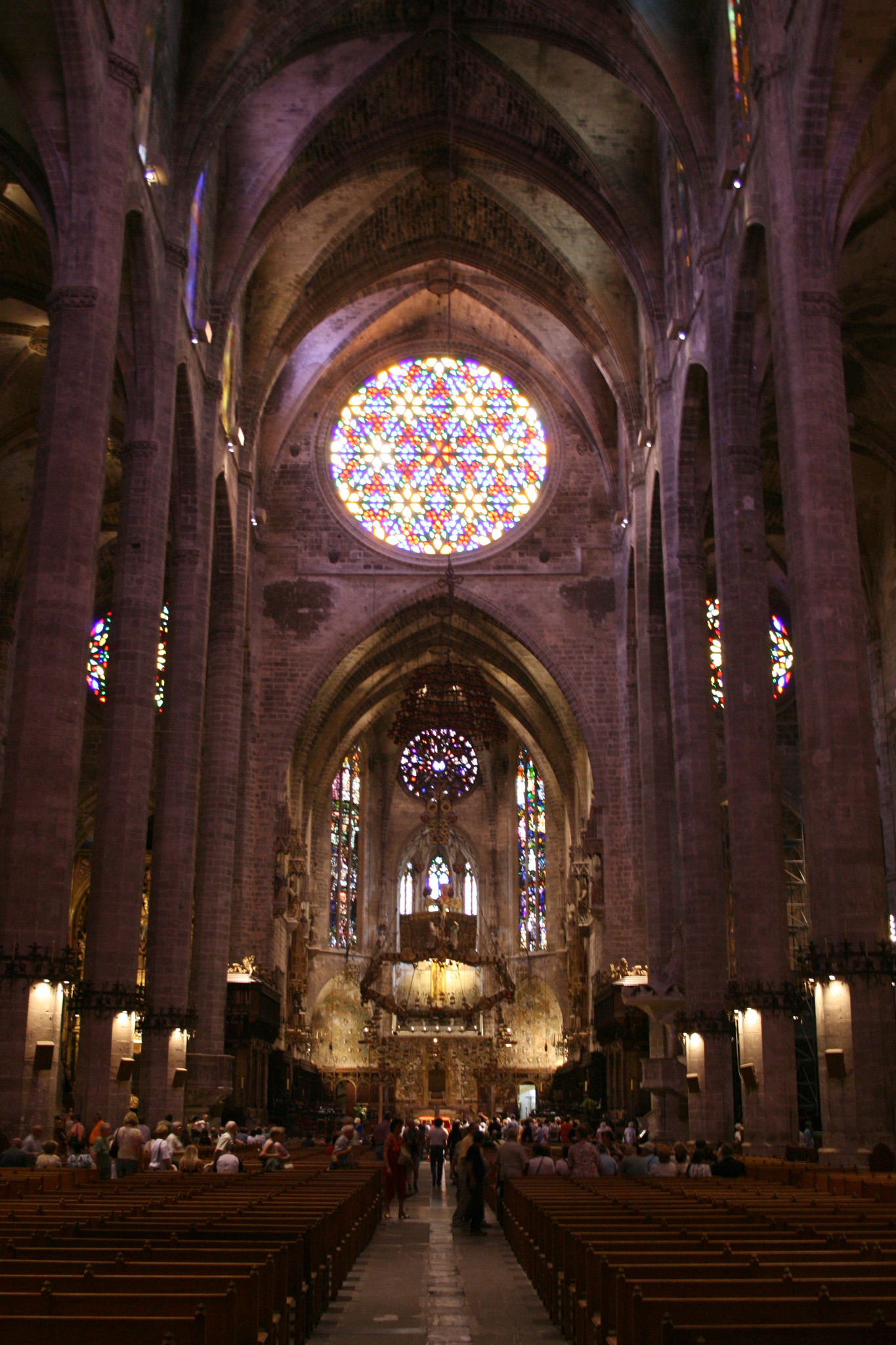
Rosetón mayor de la Catedral de Santa María de Palma de Mallorca.

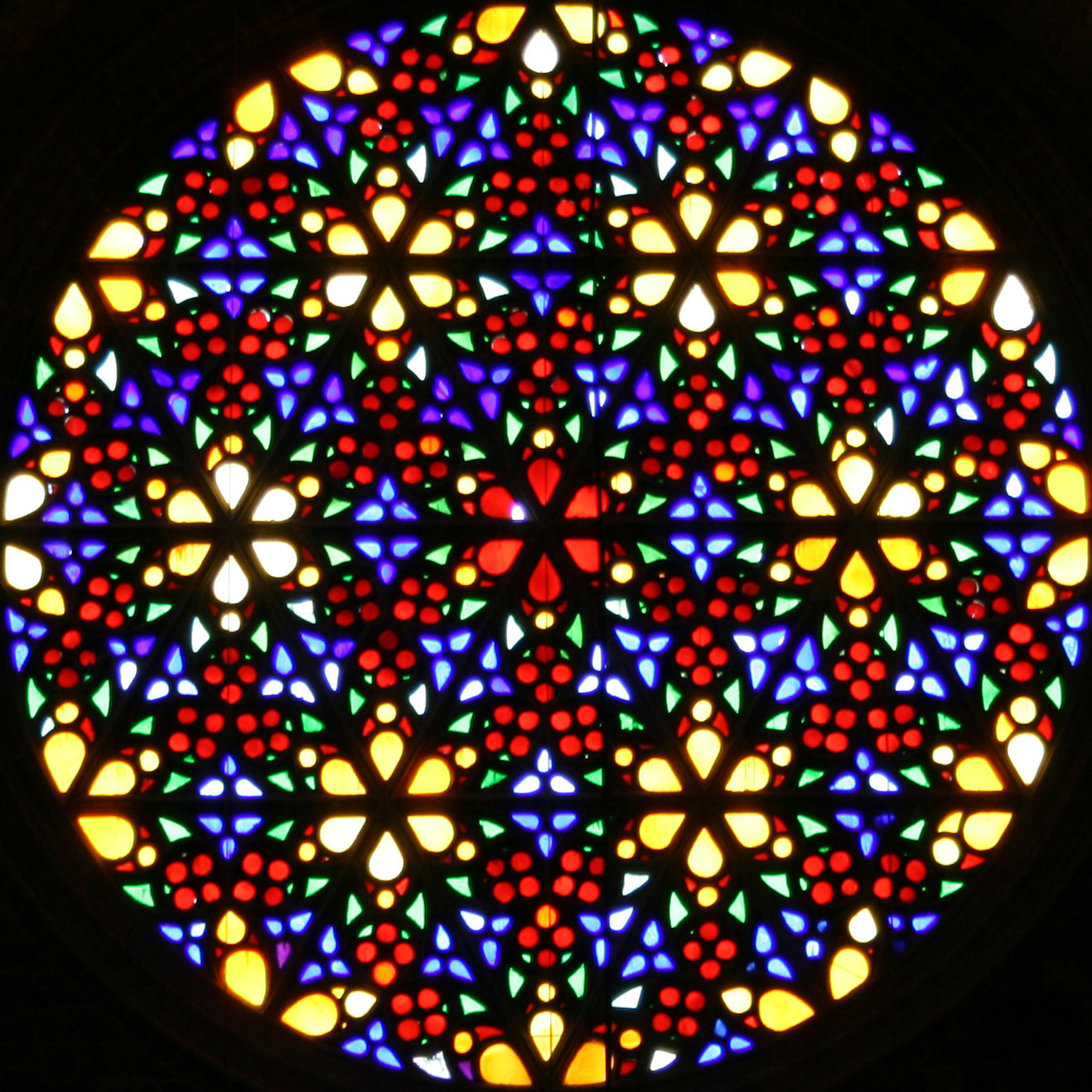
Rosetón mayor de la Catedral de Santa María de Palma de Mallorca en detalle.

El Rosetón mayor de la Catedral de Santa María de Palma de Mallorca, en España, conocido también como el Ojo del gótico, por ser de construcción gótica, se le ha citado como el más grande del mundo gótico, (mayor rosetón original de todas las catedrales góticas europeas) en referencia y alusión a las dimensiones de la superficie acristalada. También es uno de los más grandes de la historia del cristianismo.
Mide entre 12,9 y 13,8 metros de diámetro (los datos recogidos en las guías turísticas difieren de forma significativa) y tiene casi 100 metros cuadrados de superficie. Lo integran 1.115 vidrios, 197 amarillos, 216 azules, 462 rojos y 240 verdes. Fue construido en el año 1370 y posteriormente le fueron añadidas las vidrieras en el siglo XVI. Otras particularidades de este enorme rosetón son: la perfecta estrella de David, formada por 24 triángulos que sus tracerías dibujan en él, y su peculiar localización, al estar situado sobre el presbiterio central y no a los pies, como es habitual.
A lo largo de la historia, el rosetón ha tenido que ser repuesto en varias ocasiones, siendo la última vez por la caída de una bomba en el palacio de La Almudaina durante la guerra civil.